# Curva modular

Una recta lineal representando un ejemplo de una "curva modular"

En la teoría numérica y en la geometría algebraica, una curva modular Y (Γ) es una superficie de Riemann, o la curva algebraica correspondiente, construida como cociente del plano medio complejo H por la acción de un subgrupo de congruencia Γ del grupo modular de matrices integrales 2 × 2 SL (2, Z).  El término curva modular también se puede utilizar para referirse a las curvas modulares compactificadas X (Γ) que son compactificaciones obtenidas añadiendo un número finito de puntos (denominados cúspides de Γ) a este cociente (mediante una acción en el plano superior complejo complejo extendido ). Los puntos de una curva modular parametrizan las clases de isomorfismo de curvas elípticas, junto con alguna estructura adicional dependiendo del grupo Γ. Esta interpretación permite dar una definición puramente algebraica de curvas modulares, sin referencia a números complejos, y, además, probar que las curvas modulares se definen ya sea sobre el campo Q de números racionales, o un campo ciclotómico. Este último hecho y sus generalizaciones son de fundamental importancia en la teoría numérica.

## Definición analítica
El grupo modular SL (2, Z) actúa sobre el plano medio superior mediante transformaciones lineales fraccionarias. La definición analítica de una curva modular implica la elección de un subgrupo de congruencia Γ de SL (2, Z), es decir, un subgrupo que contiene el subgrupo de congruencia principal de nivel N Γ (N), para un cierto entero positivo N, donde
{\displaystyle \Gamma (N)=\left\{{\begin{pmatrix}a&b\\c&d\\\end{pmatrix}}:\ a\equiv d\equiv \pm 1\mod N{\text{ and }}b,c\equiv 0\mod N\right\}.}
El mínimo tal N se llama el nivel de Γ. Una estructura compleja puede ser puesta en el cociente Γ \ H para obtener una superficie no compacta de Riemann comúnmente denominada Y (Γ).

### Curvas modulares compactificadas
Una compactificación común de Y (Γ) se obtiene añadiendo un número finito de puntos llamados cúspides de Γ. Específicamente, esto se hace considerando la acción de Γ en el plano complejo superior extendido H * = H ∪ Q ∪ {∞}. Introducimos una topología en H * tomando como base:
- cualquier subconjunto abierto de H,
- para todo r> 0, el conjunto {\displaystyle \{\infty \}\cup \{\tau \in \mathbf {H} \mid {\text{Im}}(\tau )>r\}}
- para todos los enteros de coprima a, c y todos r> 0, la imagen de {\displaystyle \{\infty \}\cup \{\tau \in \mathbf {H} \mid {\text{Im}}(\tau )>r\}} bajo la acción de

{\displaystyle {\begin{pmatrix}a&-m\\c&n\end{pmatrix}}}
donde m, n son números enteros tales que a + cm = 1.
Esto convierte H * en un espacio topológico que es un subconjunto de la esfera de Riemann P1 (C). El grupo Γ actúa sobre el subconjunto Q ∪ {∞}, dividiéndolo en órbitas finitas llamadas las cúspides de Γ. Si Γ actúa transitivamente en Q ∪ {∞}, el espacio Γ \ H * se convierte en la compactificación de Alexandroff de Γ \ H. Una vez más, una estructura compleja puede ser puesta en el cociente Γ \ H * convirtiéndolo en una superficie de Riemann denotada X (Γ) que ahora es compacta. Este espacio es una compactificación de Y (Γ).

## Ejemplos
Los ejemplos más comunes son las curvas X (N), X0 (N) y X1 (N) asociadas con los subgrupos Γ (N), Γ0 (N) y Γ1 (N).
La curva modular X (5) tiene el género 0: es la esfera de Riemann con 12 cúspides situadas en los vértices de un icosaedro regular. La cubierta X (5) → X (1) se realiza por la acción del grupo icosaédrico en la esfera de Riemann. Este grupo es un grupo simple de orden 60 isomorfo a A5 y PSL (2, 5).
La curva modular X (7) es la cuartil de Klein del género 3 con 24 cúspides. Se puede interpretar como una superficie con tres asas con 24 heptagones, con una cúspide en el centro de cada cara. Estas tilings se pueden entender a través de dessins d'enfants y funciones de Belyi - las cúspides son los puntos situados sobre ∞ (puntos rojos), mientras que los vértices y centros de los bordes (puntos blancos y negros) son los puntos situados sobre 0 y 1. El grupo Galois de la cubierta X (7) → X (1) es un grupo simple de orden 168 isomorfo a PSL (2, 7).
Existe un modelo clásico explícito para X0 (N), la curva modular clásica; esto a veces se llama la curva modular. La definición de Γ (N) puede ser reformulada como sigue: es el subgrupo del grupo modular que es el núcleo de la reducción módulo N. Entonces Γ0 (N) es el subgrupo más grande de matrices que son triangular superior módulo N:
{\displaystyle \left\{{\begin{pmatrix}a&b\\c&d\end{pmatrix}}:\ c\equiv 0\mod N\right\},}
y Γ1 (N) es el grupo intermedio definido por:
{\displaystyle \left\{{\begin{pmatrix}a&b\\c&d\end{pmatrix}}:\ a\equiv d\equiv 1\mod N,c\equiv 0\mod N\right\}.}
Estas curvas tienen una interpretación directa como espacios de módulos para curvas elípticas con estructura de nivel y por esta razón juegan un papel importante en la geometría aritmética. La curva modular de nivel N X (N) es el espacio de módulo para curvas elípticas con una base para la N-torsión. Para X0 (N) y X1 (N), la estructura de niveles es, respectivamente, un subgrupo cíclico de orden N y un punto de orden N. Estas curvas han sido estudiadas con gran detalle y, en particular, se sabe que X0 N) se puede definir sobre Q.
Las ecuaciones que definen curvas modulares son los ejemplos más conocidos de ecuaciones modulares. Los "mejores modelos" pueden ser muy diferentes de los tomados directamente de la teoría de la función elíptica. Los operadores de Hecke pueden ser estudiados geométricamente, como correspondencias que conectan pares de curvas modulares.
Observación: los cocientes de H que son compactos ocurren para los grupos Fuchsian Γ distintos de los subgrupos del grupo modular; una clase de ellos construidos a partir de álgebras de cuaternión es también de interés en la teoría numérica.

## Género
El recubrimiento X (N) → X (1) es Galois, con el grupo de Galois SL (2, N) / {1, -1}, que es igual a PSL (2, N) si N es primo. Aplicando la fórmula de Riemann-Hurwitz y el teorema de Gauss-Bonnet, se puede calcular el género de X (N). Para un nivel primo p ≥ 5,
{\displaystyle -\pi \chi (''X''(p))=|G|\cdot D,}
donde χ = 2 - 2 g es la característica de Euler, | G | = (p + 1) p (p-1) / 2 es el orden del grupo PSL (2, p), y D = π - π / 2 - π / 3 - π / p es el defecto angular de la esférica (2,3, p). Esto da lugar a una fórmula
{\displaystyle g={\tfrac {1}{24}}(p+2)(p-3)(p-5).}
Así, 'X' (5) tiene el género 0, X (7) tiene el género 3 y X (11) tiene el género 26. Para p = 2 o 3, hay que tener en cuenta adicionalmente la ramificación, es decir la presencia de orden p (2, 2) tiene orden 6, en lugar de 3. EXiste una fórmula más complicada para el género de la curva modular X (N) de cualquier nivel N que implique divisores de N.

### Género cero
En general, un campo de función modular es un campo de función de una curva modular (o, ocasionalmente, de algún otro espacio de módulo que resulta ser una variedad irreducible). "Género cero" significa que tal campo de función tiene una única función trascendental como generador: por ejemplo, la función "j" genera el campo de función de X (1) = PSL (2, Z) \ H. El nombre tradicional de un generador de este tipo, que es único hasta una transformación de Möbius y puede normalizarse adecuadamente, es un Hauptmodul (función modular principal o principal).
Los espacios X1 (n) tienen un género cero para n = 1, ..., 10 yn = 12. Dado que estas curvas están definidas sobre Q, se deduce que hay infinidad de puntos racionales en cada una de tales curvas, y por lo tanto infinitamente muchos curvas elípticas definidas sobre Q con n-torsión para estos valores de n. La afirmación inversa, de que sólo pueden ocurrir estos valores de n, es el teorema de torsión de Mazur.

## Relación con el grupo Monster
Las curvas modulares del género 0, que son bastante raras, resultaron ser de gran importancia en relación con las conjeturas monstruosas de la luz de la luna. Primero varios coeficientes de q-expansiones de su Hauptmoduln se calcularon ya en el siglo XIX, pero llegó como un choque que los mismos grandes números enteros aparecen como las dimensiones de las representaciones del más grande esporádico grupo simple Monster.
Otra conexión es que la curva modular correspondiente al normalizador Γ0 (p) + de Γ0 (p) en SL (2, R) tiene un género cero si y sólo si p es 2, 3, 5, 7, 11, 13, 17 , 19, 23, 29, 31, 41, 47, 59 o 71, y éstos son precisamente los factores primos del orden del grupo de monstruos. El resultado sobre Γ0 (p) + se debe a Jean-Pierre Serre, Andrew Ogg y John G. Thompson en la década de 1970, y la observación posterior que lo relaciona con el grupo de monstruos se debe a Ogg, quien redactó un papel ofreciendo una botella del whisky de Jack Daniel a cualquiera que pudiera explicar este hecho, que fue un punto de partida para la teoría de la monstruosa bebida alcohólica.
La relación es muy profunda y, como lo demuestra Richard Borcherds, también involucra álgebras generalizadas de Kac-Moody. El trabajo en esta área subrayó la importancia de las funciones modulares que son meromorfas y pueden tener polos en las cúspides, en oposición a las formas modulares, que son holomorfos en todas partes, incluyendo las cúspides, y han sido los principales objetos de estudio para la mayor parte de la siglo XX.